# روبرت لي (مدرب كرة سلة)
روبرت لي (بالإنجليزية: Robert Lee)‏ هو مدرب كرة سلة أمريكي، ولد في 12 مارس 1968 في نيو رودز في الولايات المتحدة.